# Botas
BOTAS a.s. er et tjekkisk firma, som producerer sportssko, med hovedsæde i Skuteč. Botas a.s. blev grundlagt den 4.7.1949 som et skofirma under navnet Botana. Botana fortsatte med en flere hundrede år gammel tradition af skoproduktion i Skuteč. Botanas hovedprodukt var spadseresko til mænd og mindre betydningsfulde produkter var skisko og skøjter. Firmaet producerede sine sko under navnet Botas med deres typiske logo - tre stjerner i 1963. Botana skiftede sit navn til Botas med nyt logo i 2000.
Botas’ sko blev brugt af tjekkiske sportsfolk som Emil Zátopek, Jiří Raška, Hana Mašková, Pavel Kantorek osv. Det tjekkiske landshold i volleyball vandt med Botas’ sko sølvmedaljer ved sommerolympiaden i Tokio i 1964. Det tjekkiske landshold bruger dem stadigvæk. De bar Botas ved vinter OL i Sotji i 2014.
Botas arbejder sammen med andre skofirmaer. Fra 1990 arbejder Botas sammen med PUMA og siden 1992 med SOLOMON.
I år 2008 kom to designstuderende Jan Kloss og Jakub Korouš med deres nye designprojekt, som var inspireret af kollektionen fra 1966. De skiftede farver, men den originale skos stil forblev den samme som for mere end 50 år. Siden Botas kunne godt lide projektet, så de realiserede det. Deres kollektion hedder Botas 66 og tæller 25 slags i dag. I 2008 vandt de en af de første pladser i European Design Awards og tredjepladsen i Czech Grand design. Ved Czech Grand design 2009 vandt Botas førsteplads for den bedste producent. I 2011 udviklede Botas kollektion 66 til jogging og basketball. Botas 66 vokser og har ny kollektioner som URBAN og sko til fodtennis. Fra 2015 kan man ikke blot købe Botas’ sko hos andre firmaer som Baťa, men i Prag og Bratislava findes officielle specialiserede butikker med Botas 66.
Navnet Botas betyder sko-sport fra tjekkisk bota sportovní eller sko-Skuteč( bota-Skuteč).